# Andreas Avraam
Andreas Avraam (Larnaca, Chipre, 6 de junio de 1987) es un exfutbolista chipriota que jugaba de delantero.

## Selección nacional
Fue internacional con la selección de fútbol de Chipre. Fue internacional sub-21 antes de convertirse en internacional absoluto el 19 de noviembre de 2008, en un partido amistoso frente a la selección de fútbol de Bielorrusia, en el que, además, marcó su primer gol como internacional.

### Goles internacionales
| No. | Fecha                   | Sede                                             | Rival       | Gol | Resultado | Competición                         |
| --- | ----------------------- | ------------------------------------------------ | ----------- | --- | --------- | ----------------------------------- |
| 1.  | 19 de noviembre de 2008 | Estadio GSP, Nicosia, Chipre                     | Bielorrusia | 2–0 | 2–1       | Amistoso                            |
| 2.  | 3 de septiembre de 2010 | Estádio D. Afonso Henriques, Guimarães, Portugal | Portugal    | 4–4 | 4–4       | Clasificación para la Eurocopa 2012 |
| 3.  | 10 de agosto de 2011    | Estadio GSP, Nicosia, Chipre                     | Moldavia    | 1–0 | 3–2       | Amistoso                            |
| 4.  | 10 de agosto de 2011    | Estadio GSP, Nicosia, Chipre                     | Moldavia    | 2–2 | 3–2       | Amistoso                            |
| 5.  | 7 de octubre de 2011    | Estadio GSP, Nicosia, Chipre                     | Dinamarca   | 1–4 | 1–4       | Clasificación para la Eurocopa 2012 |

## Clubes
| Club                   | País   | Año       |
| ---------------------- | ------ | --------- |
| Omonia Aradippou       | Chipre | 2006-2007 |
| Apollon Limassol       | Chipre | 2007-2010 |
| Omonia Nicosia         | Chipre | 2010-2013 |
| Anorthosis Famagusta   | Chipre | 2013-2016 |
| AE Larisa              | Grecia | 2016-2017 |
| AEL Limassol FC        | Chipre | 2017-2021 |
| Anorthosis Famagusta   | Chipre | 2021-2022 |
| Karmiotissa Polemidion | Chipre | 2022-2023 |

## Palmarés

### Títulos nacionales
| Título              | Club              | País   | Año  |
| ------------------- | ----------------- | ------ | ---- |
| Copa de Chipre      | Apollon Limassol  | Chipre | 2010 |
| Supercopa de Chipre | AC Omonia Nicosia | Chipre | 2010 |
| Copa de Chipre      | AC Omonia Nicosia | Chipre | 2011 |
| Copa de Chipre      | AC Omonia Nicosia | Chipre | 2012 |
| Supercopa de Chipre | AC Omonia Nicosia | Chipre | 2012 |
| Copa de Chipre      | AEL Limassol FC   | Chipre | 2019 |